# 石のチャカレーラ
「石のチャカレーラ」（いしのちゃかれーら、Chacarera de las piedras）は、アタウアルパ・ユパンキ作詞作曲のフォルクローレ。

## 概要
アルゼンチンのフォルクローレ第一人者のアタウアルパ・ユパンキの有名な曲の一つである。「チャカレーラ」はアルゼンチンの民俗舞曲である。
作詞作曲者本人の自作自演もよく聴かれるが、同じアルゼンチンのメルセデス・ソーサの歌唱も有名である。
YouTubeでも、日本のライブハウス録音も含め、いくつかアップロードされている。

## カヴァー
- アタウアルパ・ユパンキ　Atahualpa Yupanqui
- メルセデス・ソーサ　Merdes Sosa
- グラシェラ・スサーナ　Graciela Susana